# Arthur Schweitzer
Arthur Schweitzer (geboren 27. November 1905 in Pirmasens; gestorben 9. März 2004 in Bloomington (Indiana)) war ein US-amerikanischer Wirtschafts- und Sozialwissenschaftler deutscher Herkunft.

## Leben
Nach Berufstätigkeit als Facharbeiter in einer Schuhfabrik und Studien an der Universität Frankfurt und an der Universität Berlin emigrierte Schweitzer nach der nationalsozialistischen Machtergreifung in die Schweiz, wo er an der Universität Basel  Wirtschafts- und Sozialwissenschaften studierte und 1937 zum Dr. rer. pol. promoviert wurde. Seine Flucht war erforderlich geworden, da er sich in der Widerstandsgruppe Roter Stoßtrupp gegen den Nationalsozialismus engagiert hatte und in den Fokus von Ermittlungen geraten war. Schweitzers spätere Ehefrau Friedel Zimmermann wurde wegen ihrer Beteiligung am Roten Stoßtrupp für zwei Jahre ins Gefängnis gesperrt. 1938 erhielt Arthur Schweitzer ein Rockefeller-Stipendium und reiste in die USA. Nach Ablauf des Stipendiums wanderte er über Kuba dauerhaft in die USA ein. Von 1939 bis 1947 arbeitete er an der University of Wyoming. Von 1947 bis 1976 lehrte er dann als Professor an der Indiana University in Bloomington. Er war Gastprofessor an verschiedenen US-amerikanischen Universitäten wie der Harvard University und der Columbia University und ab 1961 auch an der Freien Universität Berlin.
Schweitzer galt in den USA als führender Sozialökonom, Experte für nationalsozialistische Ökonomie und Autorität für das Studium der Schriften von Max Weber.

## Werke (Auswahl)
- Spiethoffs Konjunkturlehre: Darstellung und Würdigung, Basel: Helbing & Lichtenhahn, 1938 (zugleich Dissertationsschrift Universität Basel, 1937)
- Big Business in the Third Reich, Bloomington: Indiana University Press, 1964 sowie London: Eyre & Spottiswoode, 1964, eine deutsche Übersetzung der ersten vier Kapitel erschien unter dem Titel Die Nazifizierung des Mittelstandes, Stuttgart: Enke, 1970, ISBN 3-432-01624-7